# Isotomodes martae
Isotomodes martae är en urinsektsart som beskrevs av Simòn och al. 1994. Isotomodes martae ingår i släktet Isotomodes och familjen Isotomidae. Inga underarter finns listade i Catalogue of Life.